# 梯子

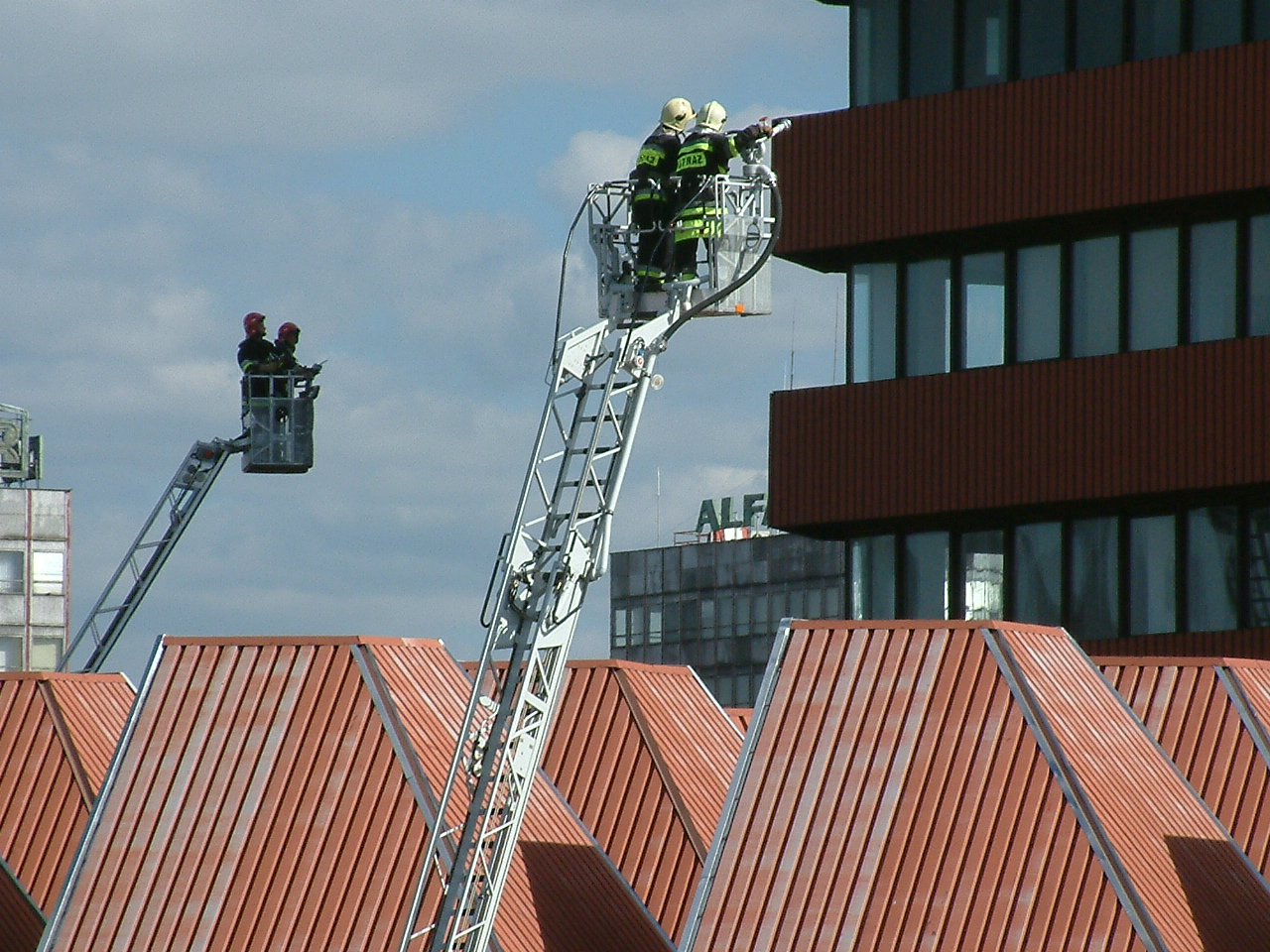
消防車の梯子（はしご車）

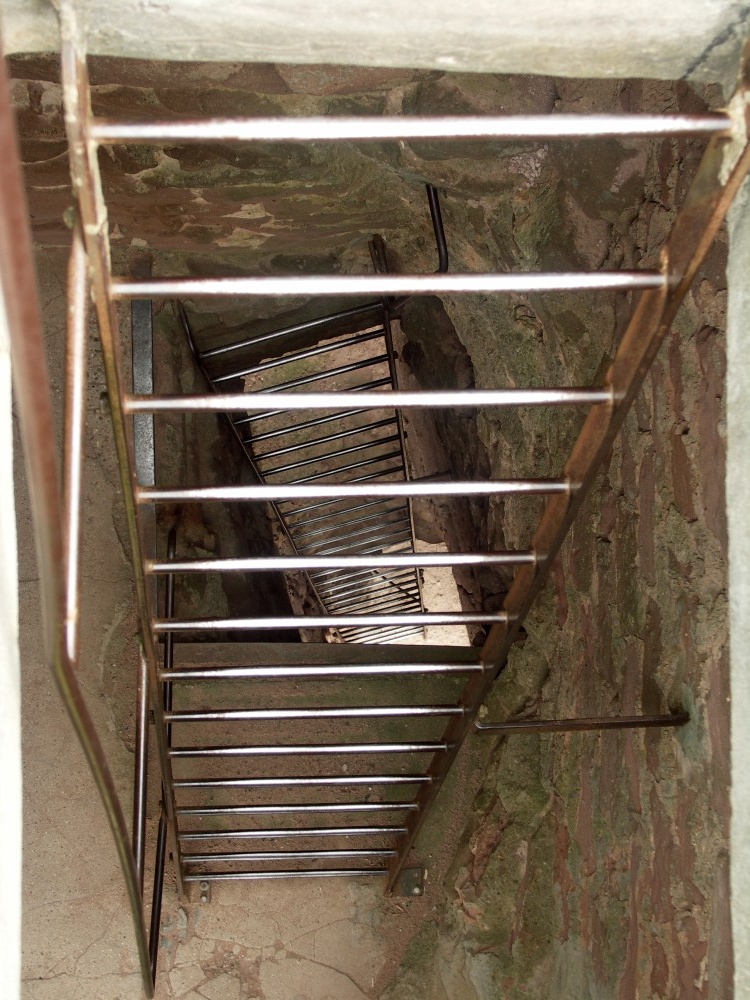
家屋の中に備え付けられた梯子

梯子（はしご、ていし、英語: Ladder）とは、昇降のための道具。はしごに「梯」や「階子」の字をあてることもある。
壁の表面などに立てかけて使う固い材質（木・竹・金属など）で出来たものと、頂上から吊るして使う縄などでできたものがある。固い材質の梯子は移動して用いられることが多いが、建物の壁に永久的に固定されているものもある。鉄道車両においては緊急時に車両から脱出する場合に使用する。

## 概要
一般的な梯子は2本の縦木に足場となる横木を一定間隔で固定したものである。梯子の足場は格（こ）または段と呼ばれる。
一般的な金属製の梯子には、2本の枠がいくつかの格で連結され移動する部分を持たない形状の固定された梯子、固定された梯子が2つまたはそれ以上の長さに分割され保管に便利になっている延長する梯子（その長さは互いにスライドさせることにより最大の長さとなる。地上の操作者によって簡単に延長できるよう、滑車のシステムが付いており、二連梯子、三連梯子などと呼ばれる）、伸縮自在の梯子（枠が短い同一形状の管材でできており、保管のためにそれぞれが内部にスライドする）などがある。
固い梯子は木製や竹製のものがもともと多かった。20世紀にはアルミニウムが軽量であることから一般的になった。固定設置のものではより耐久性のあるステンレス製も用いられる。電線の近くで作業するための梯子には、絶縁体の竹やガラス繊維強化プラスチック製の梯子が使われている。他、チタン製でアルミ製よりも軽量なものもある。
基本的には段に手足をかけながら昇降する。段に手をかけないものが階段として区別され、梯子よりも傾斜が緩い、大きく重厚といった相違があるが、厳密な線引きは無くどちらとも形容しがたいものもある。

## 安全性の規格
- JIS S 1121 アルミニウム合金製脚立及びはしご
- JIS B 9713-3 第3部：階段，段ばしご及び防護さく（柵）
- JIS B 9713-4 第4部：固定はしご

欧州規格
- EN 131
- EN1147 消防用
- EN61478 絶縁体製
- EN14183 脚立

## 構造
足や手をかける場所は、踏み桟と呼ばれる。
橋梁点検等において、移動梯子は一時的な足場として使用されることがあるが、日本の労働安全衛生規則第518条では2m以上の高所作業をする際には作業床を設けるか、墜落防止措置を講じなければならないことが規定されている（梯子は作業床の要求を満たしていない）。

### 付属品
梯子が地面をしっかり捉えるよう、梯子を安定させる装置がある。前項で説明したように15度の角度を保つことができるように予め接地部分を15度分欠く構造にしたり、接地面に合わせて関節のように動くような構造を持つものがある。また、ゴムなどの摩擦力の強い素材を端点に装着されていることがある。
梯子の上端を壁から遠ざけて保持するために支柱が付属されている場合がある。これにより、屋根の軒のような突き出した障害物を避けることができ、梯子を安全に用いる高さを増加させることができる。

## 梯子の種類

### 形状による分類
一本梯子
一本の丸太に足場となる窪みを複数入れたもの。丸太梯子ともいう。
百足梯子
一本の木あるいは竹にムカデのように足場となる棒を左右に取り付けたもの。
二股梯子
二股になっている木を用いた梯子。A字状に置き横に数本の横木を交わしたもの。
屋根梯子
頂上に大きなフックがあり、傾いた屋根の尾根を挟む固い梯子。
フック梯子
頂上に大きなフックがあり、窓の下枠を挟む。消防士が使用する。鍵付き梯子ともいう。
脚立（きゃたつ）
梯子が地面に自立するようにしたもので、2つの梯子を逆V字型（山型）になるように組み合わせ、金具で開く角度を固定し、上に天板を置いてその上に乗れるようにしてある。2つの梯子の角度は変えることも可能で、角度が180度になるまで開くことで、まっすぐな一つの梯子として使うこともできる。アルミ製のものが多い。元の用字は「脚榻」で、「脚立」はその当て字である。
三脚（さんきゃく）
古い形の脚立。三角形の形に組んだ木の梯子に、支えとなる棒を取り付け、棒と梯子の角度が開いてしまわないように紐で固定するというものだった。四つ足の脚立は凹凸のある地面ではガタつきやすく使えないが、三脚だとそうした箇所でも多少の傾きを許容すれば使用可能で、植木屋など非舗装地むけに需要がある。現在はアルミ製のものが多い。
縄梯子
縄梯子は保管場所が極端に限られている場所、または重さを最小限にしなければならない場所に用いられる。それらは固いもしくは柔軟な格を持っている。縄梯子を上るためには、振り子のように揺れるために、固い梯子よりも技能を要する。

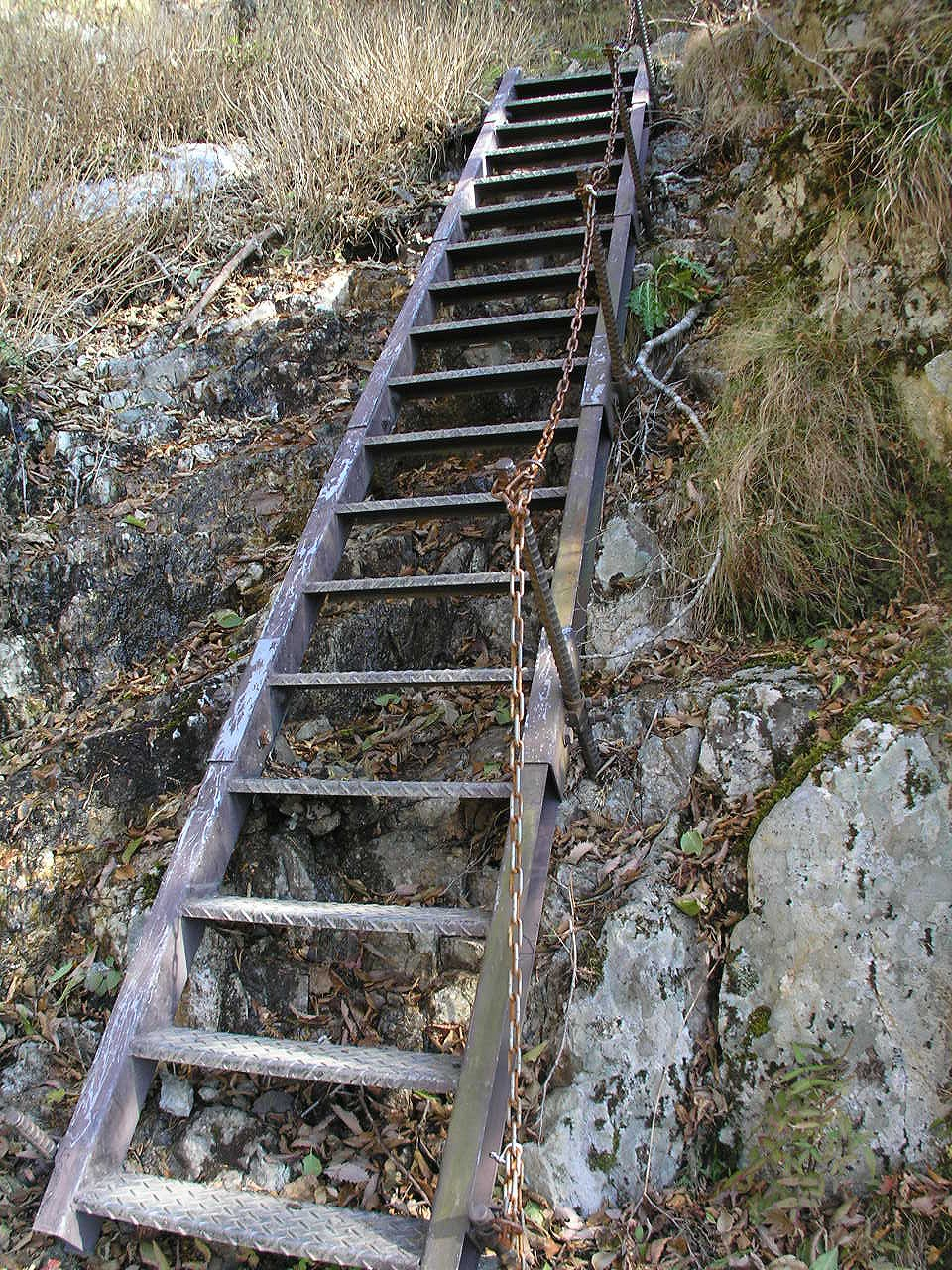
登山道によく見られる梯子（大普賢岳）
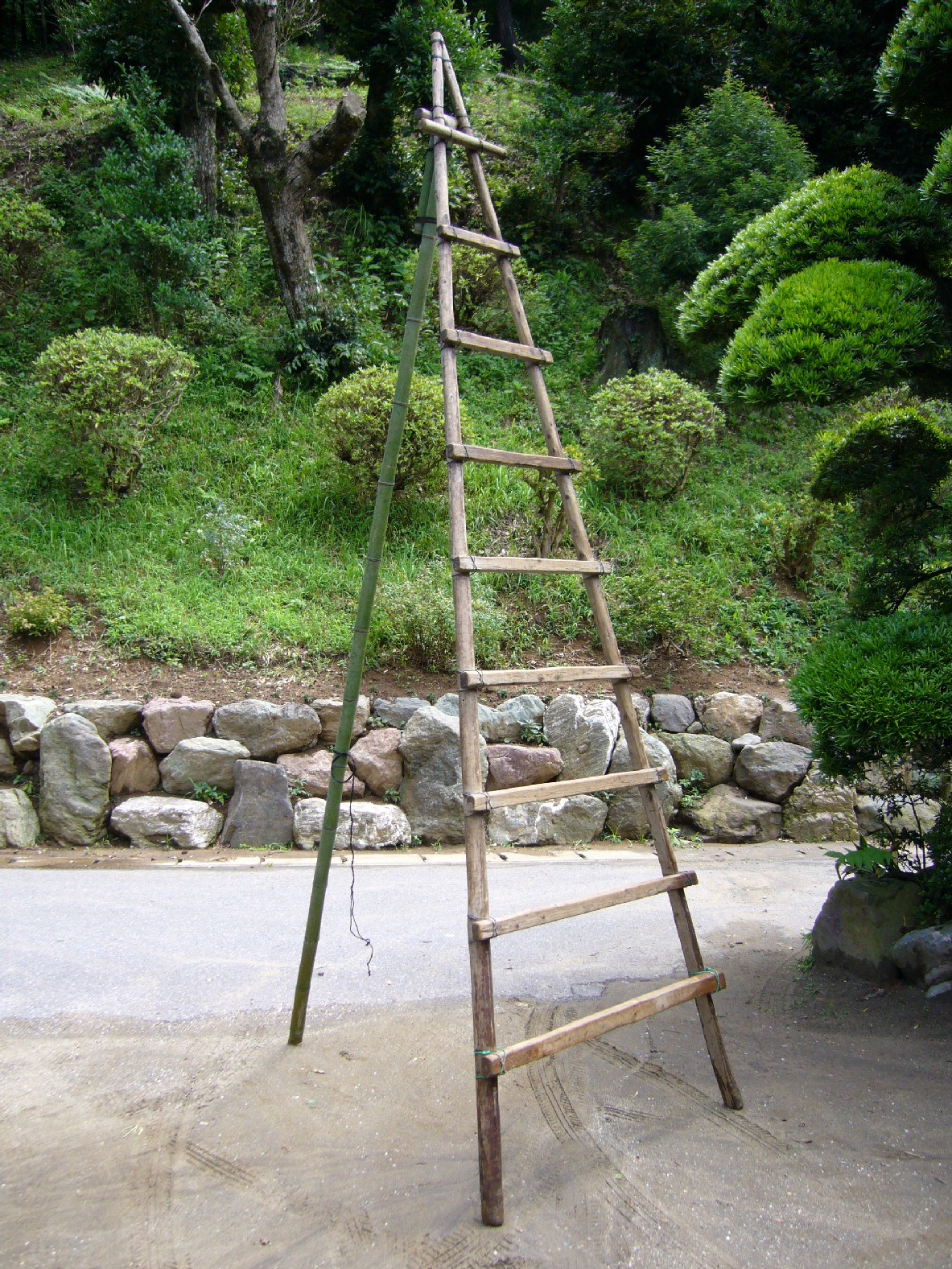
造園用の木と竹でできた三脚
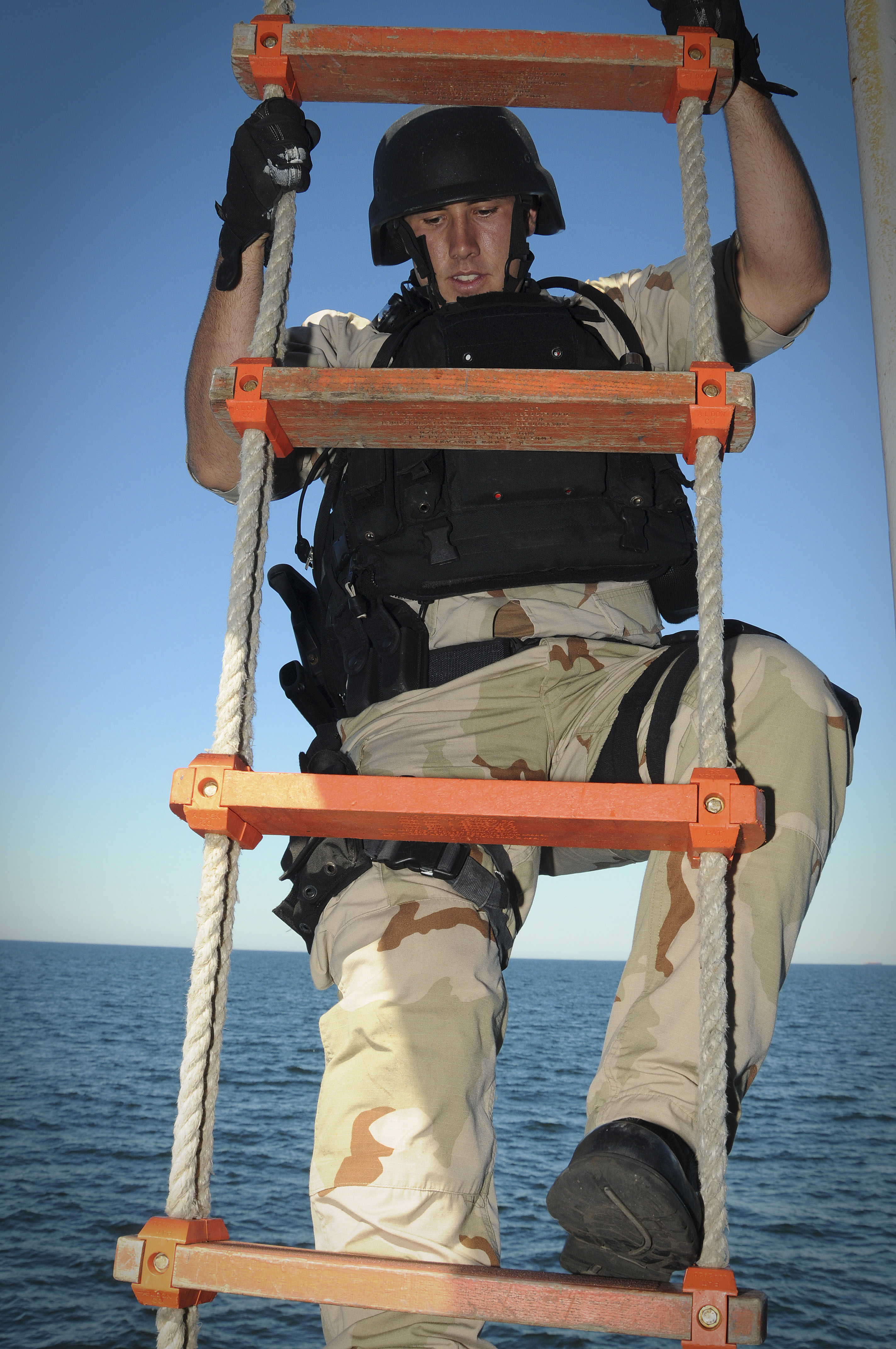
アメリカ海軍が船に乗り込むために縄梯子を上っている様子
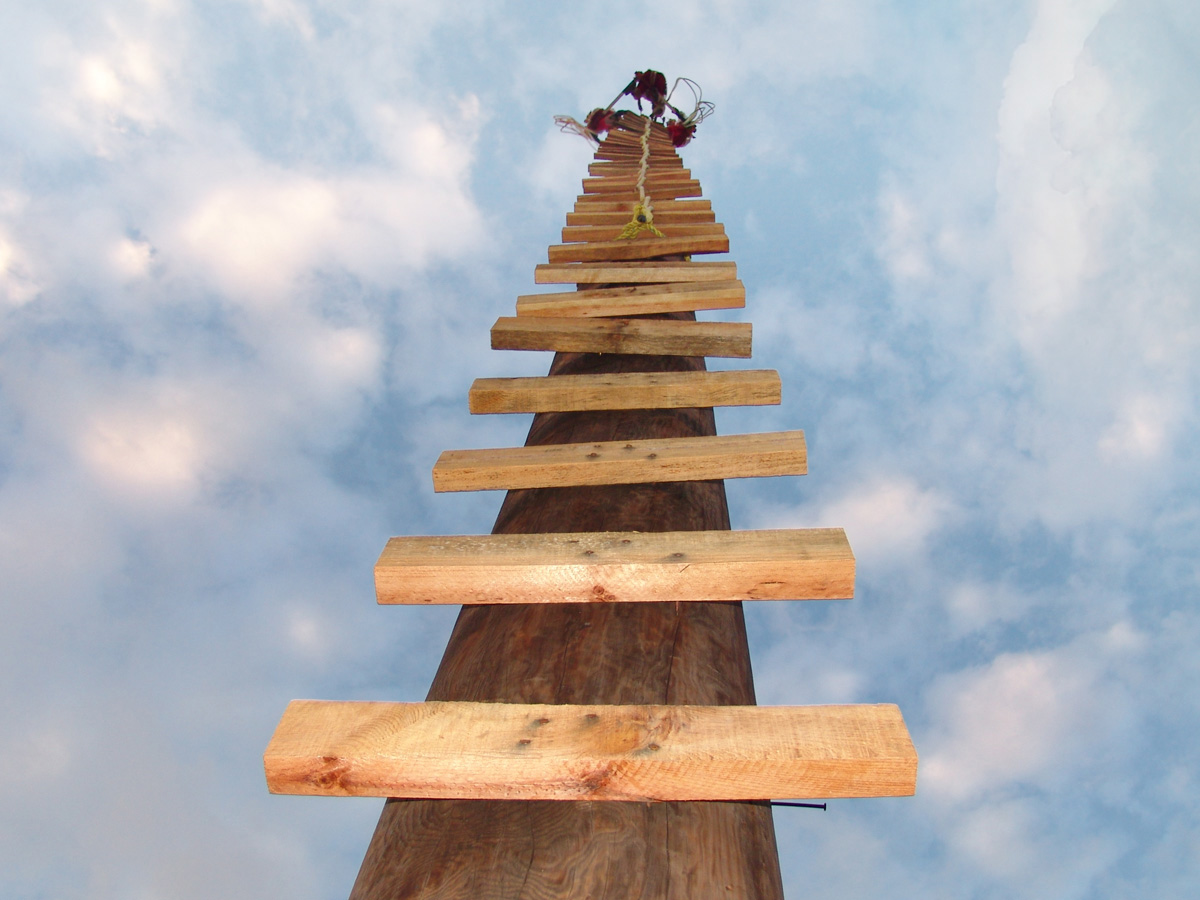
メキシコの儀式ダンサ・デ・ロス・ボラドーレスを行うための梯子
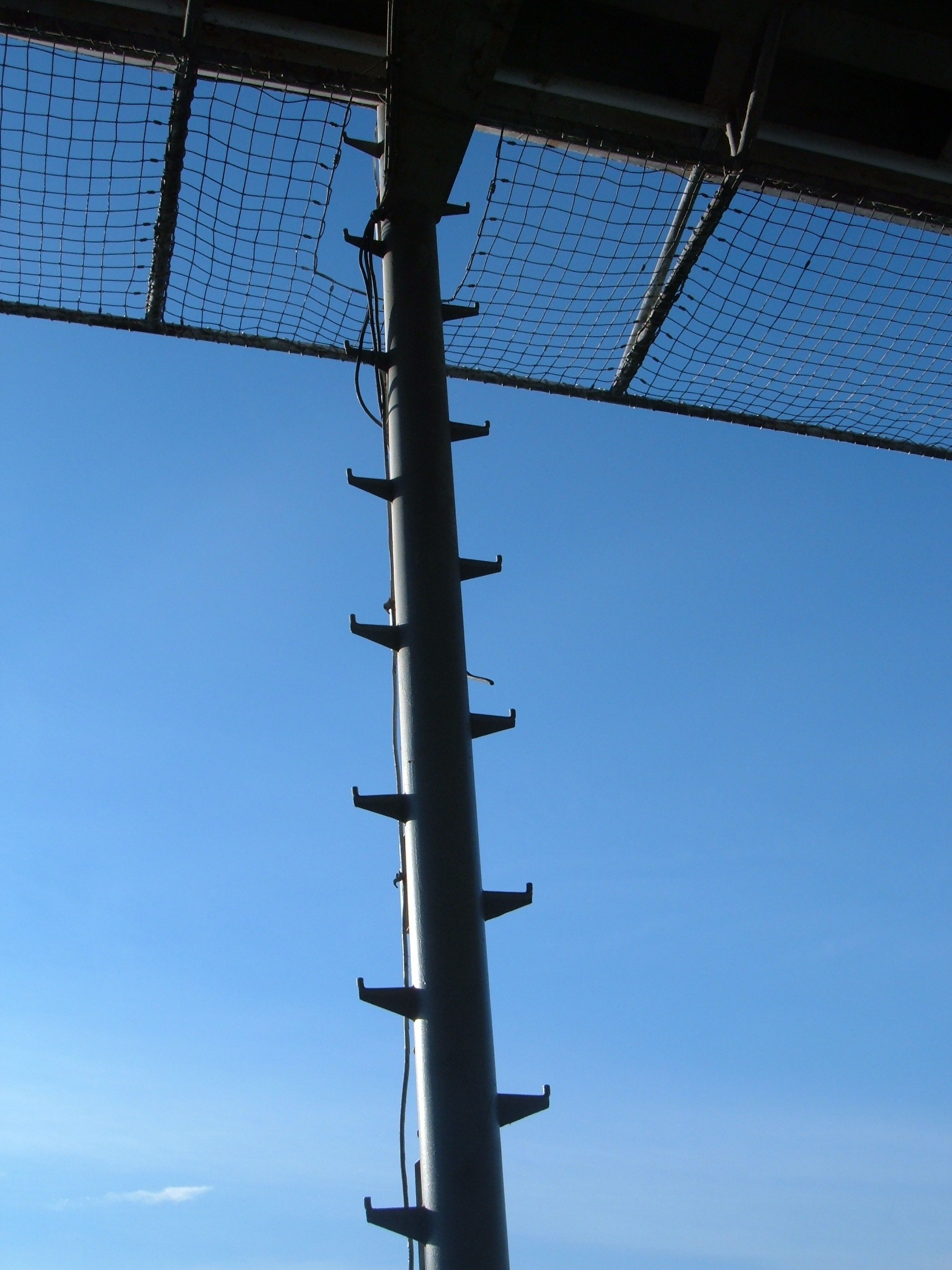
博物館船USS Hornet Museum（英語版）の梯子
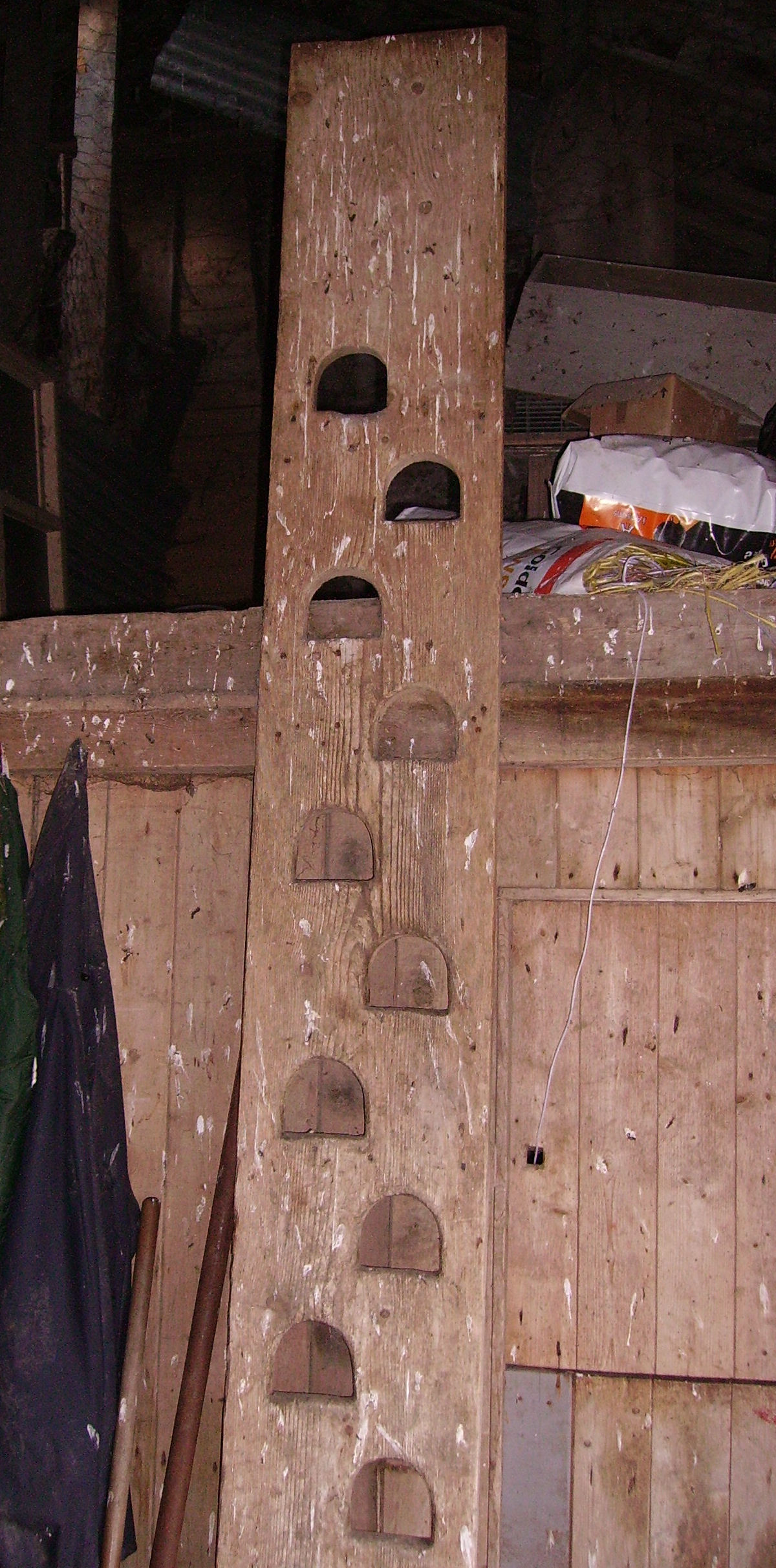
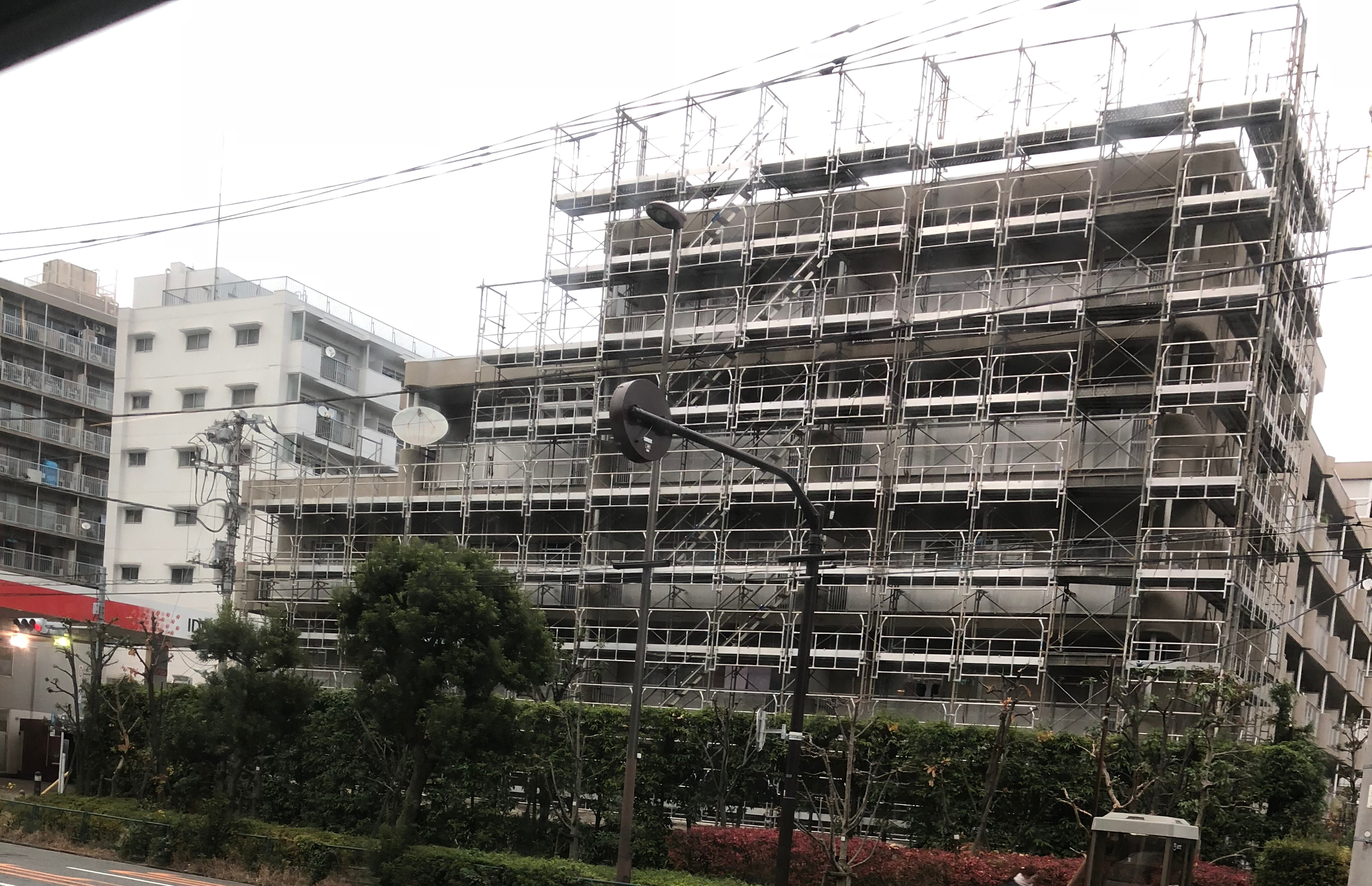
建築現場の足場では、固定されたハシゴを登り桟橋という。
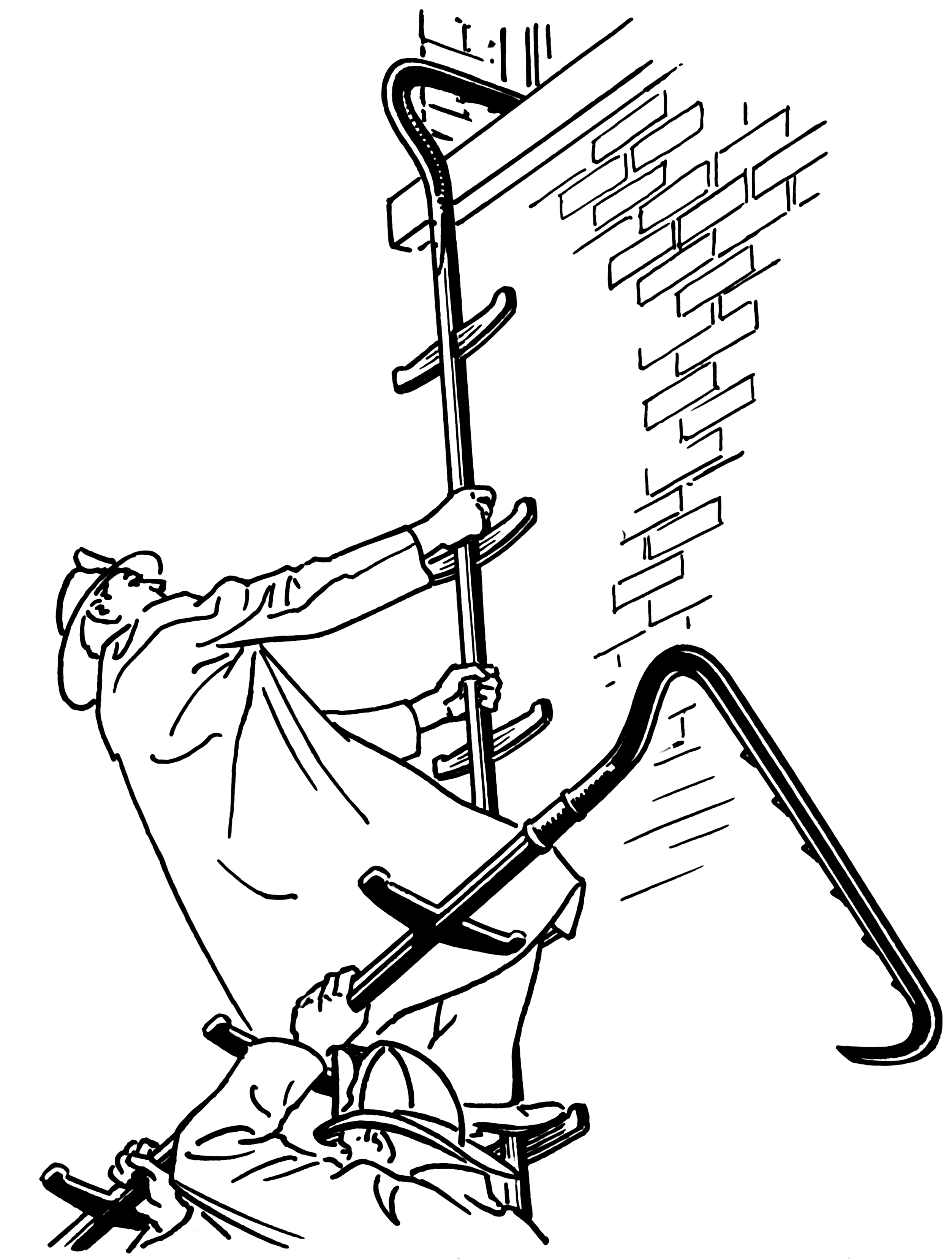
フランスの消防士が使ったフック付きの梯子
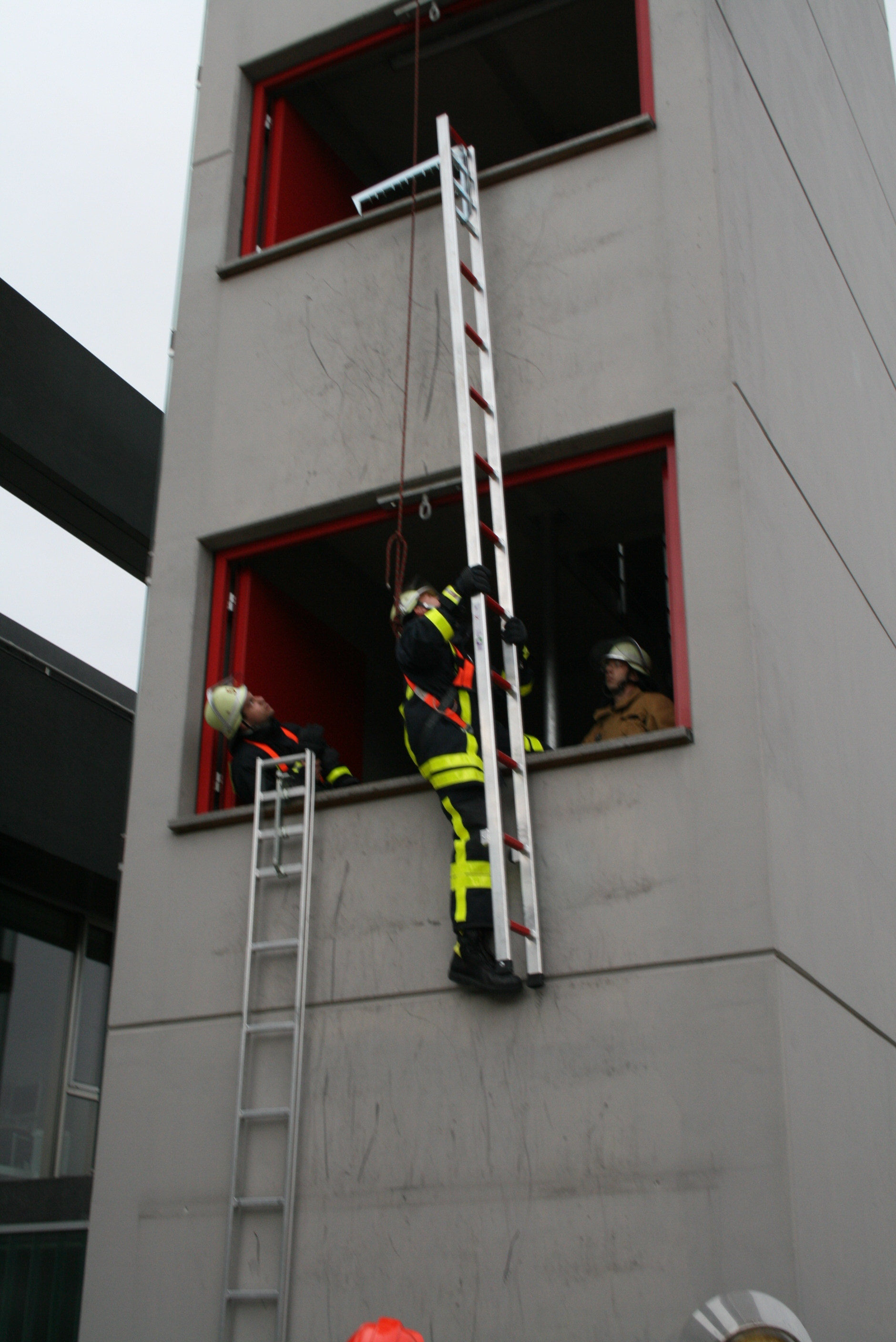
ドイツの消防で使われているフック付きの梯子
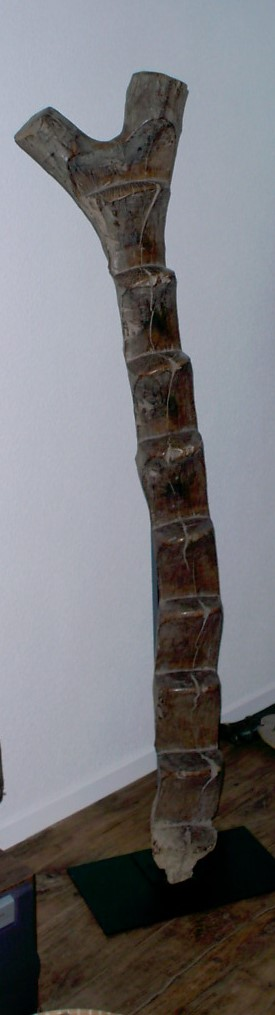
西アフリカの断崖に居住するドゴン族の梯子
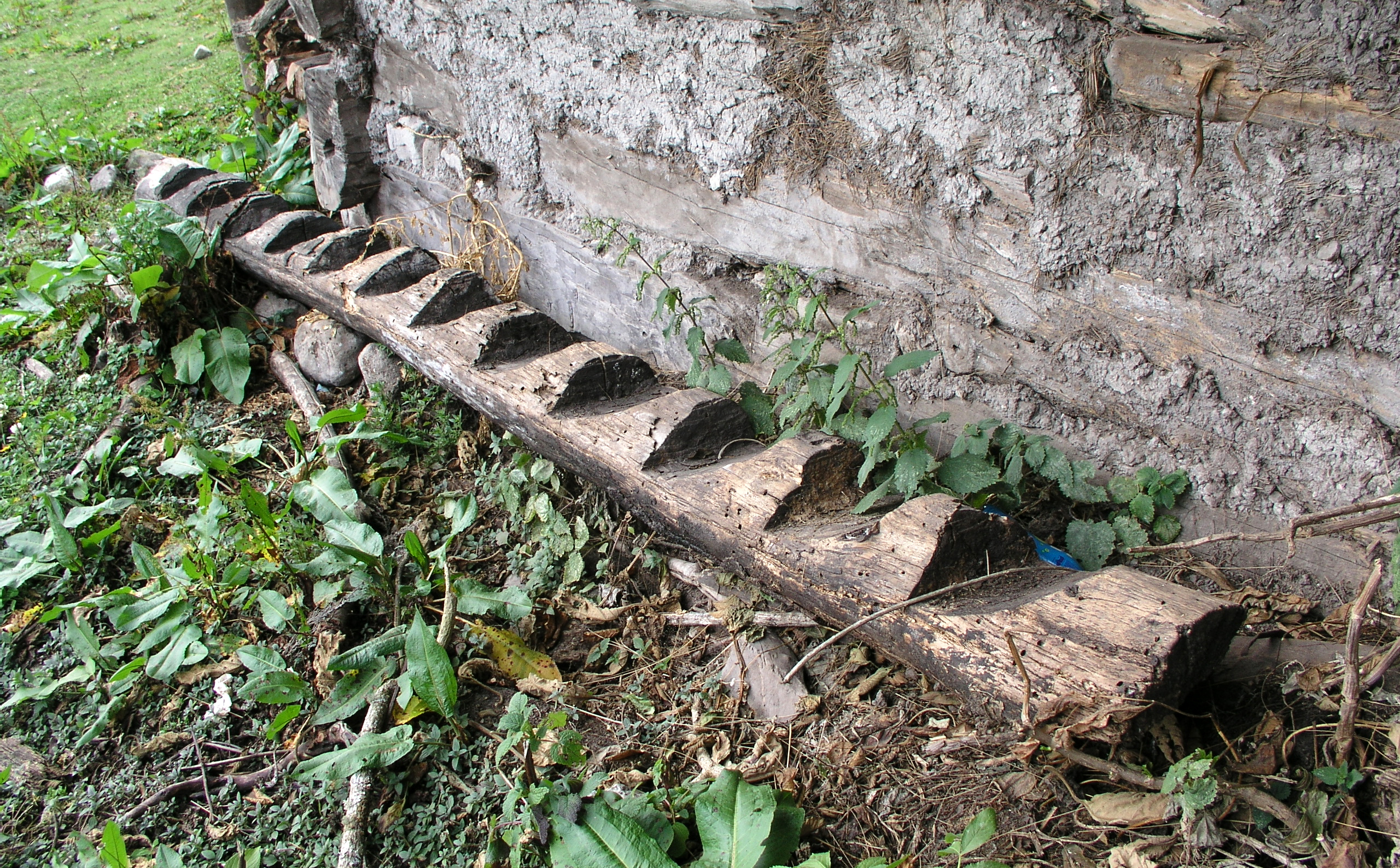
木の幹を削って作った梯子

### 鉄道車両用
鉄道車両においては、地上から車内あるいは屋上への昇降用として、また緊急時における車内から地上への避難用といった用途で用いられている
固定式のもの（昇降用など）
ホームや昇降台、点検台などがない箇所において使用される。形態により、昇降手掛・足掛（あしかけ）・踏段（ふみだん）などと呼ばれる（一般には手摺やステップとも）。
乗務員が車両に乗降するためのものとして、側面の乗務員室扉の直下（床下）に設けられているほか、車両によっては側面の客用扉の直下にも設けられている。また係員による車体・屋根上の点検等のため、前面・妻面（連結部）や先頭部の側面においても、床下から屋根上にかけて設けられている（近年では集電装置付近を除いて省略されている例も多い）。形状は様々で、ラダー状のものも妻面（主に旧型車両）や床下に見られるが、車体部分に設けられるものは多くが一段ずつ独立した形（コの字などの金具）であり、中には折り畳み式のステップも存在する。
このほか類似するものとして、前面でも各種作業（ヘッドマークの付け外しや窓の清掃など）のため同様に手摺などを設けていたり、裾部を突出させた形状として踏み段として利用できる形にしているものがある。

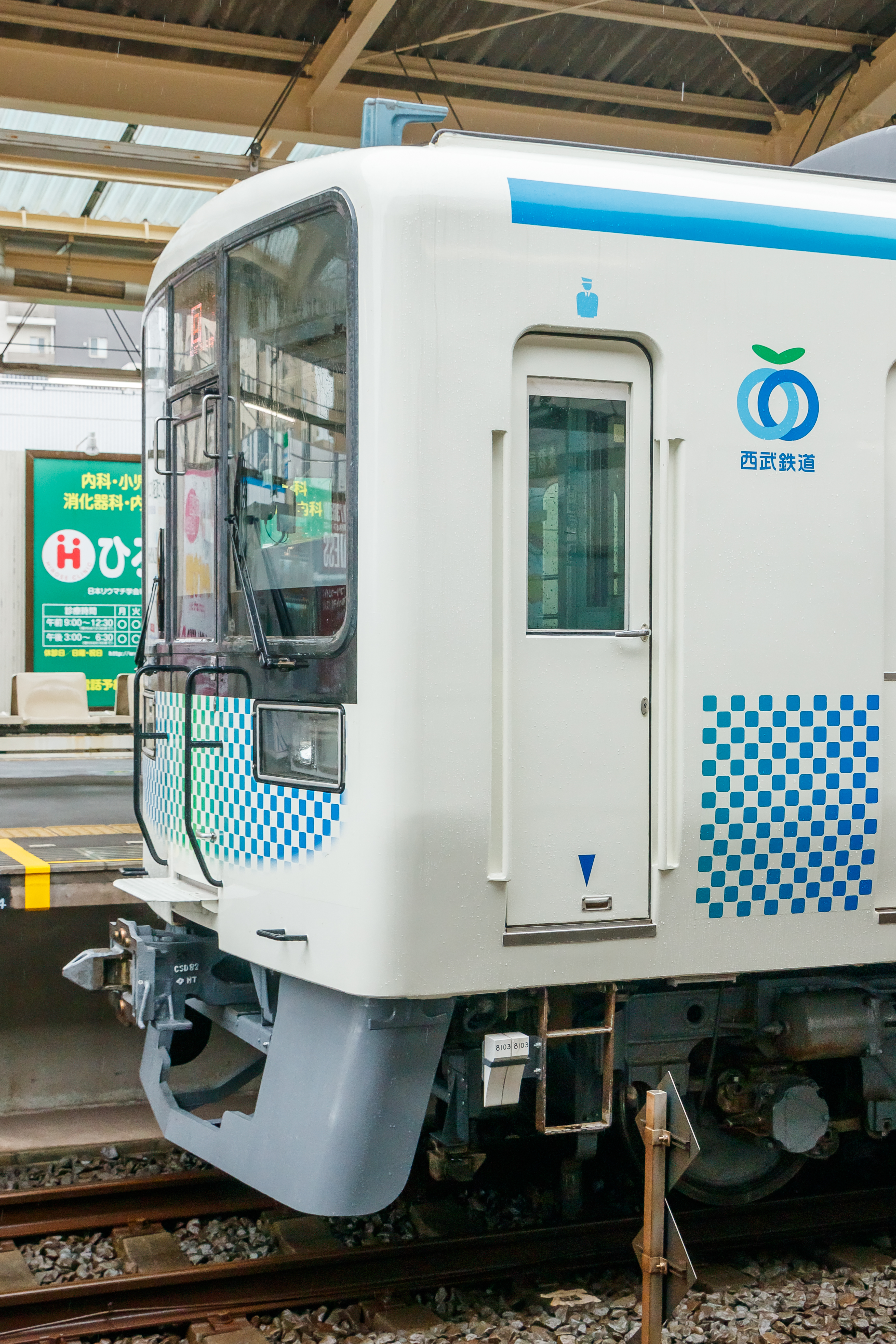
西武8000系の先頭部 乗務員室扉の直下には踏段を、前面には手摺を設置。
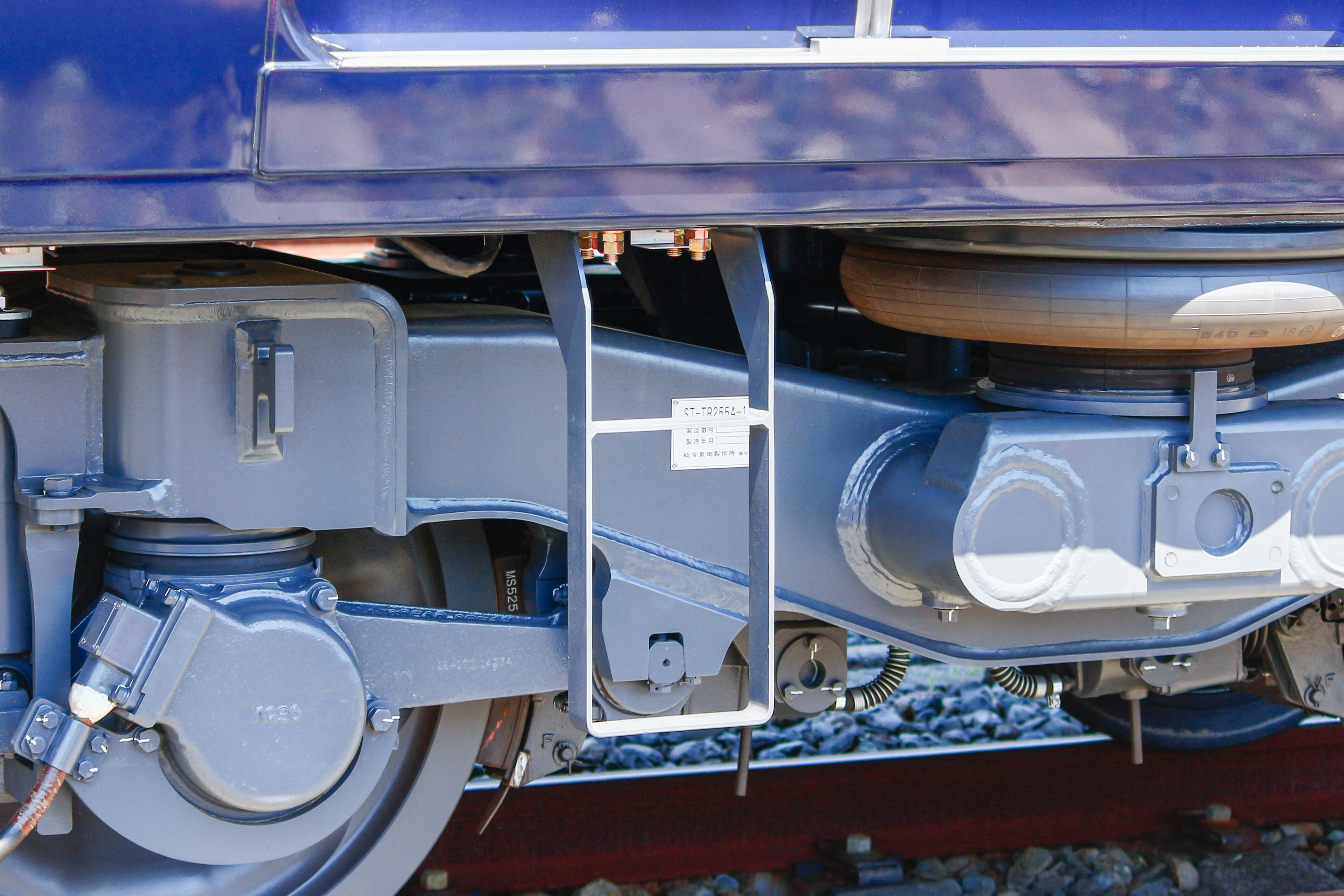
相鉄12000系の客用扉下部 踏段が設けられている。
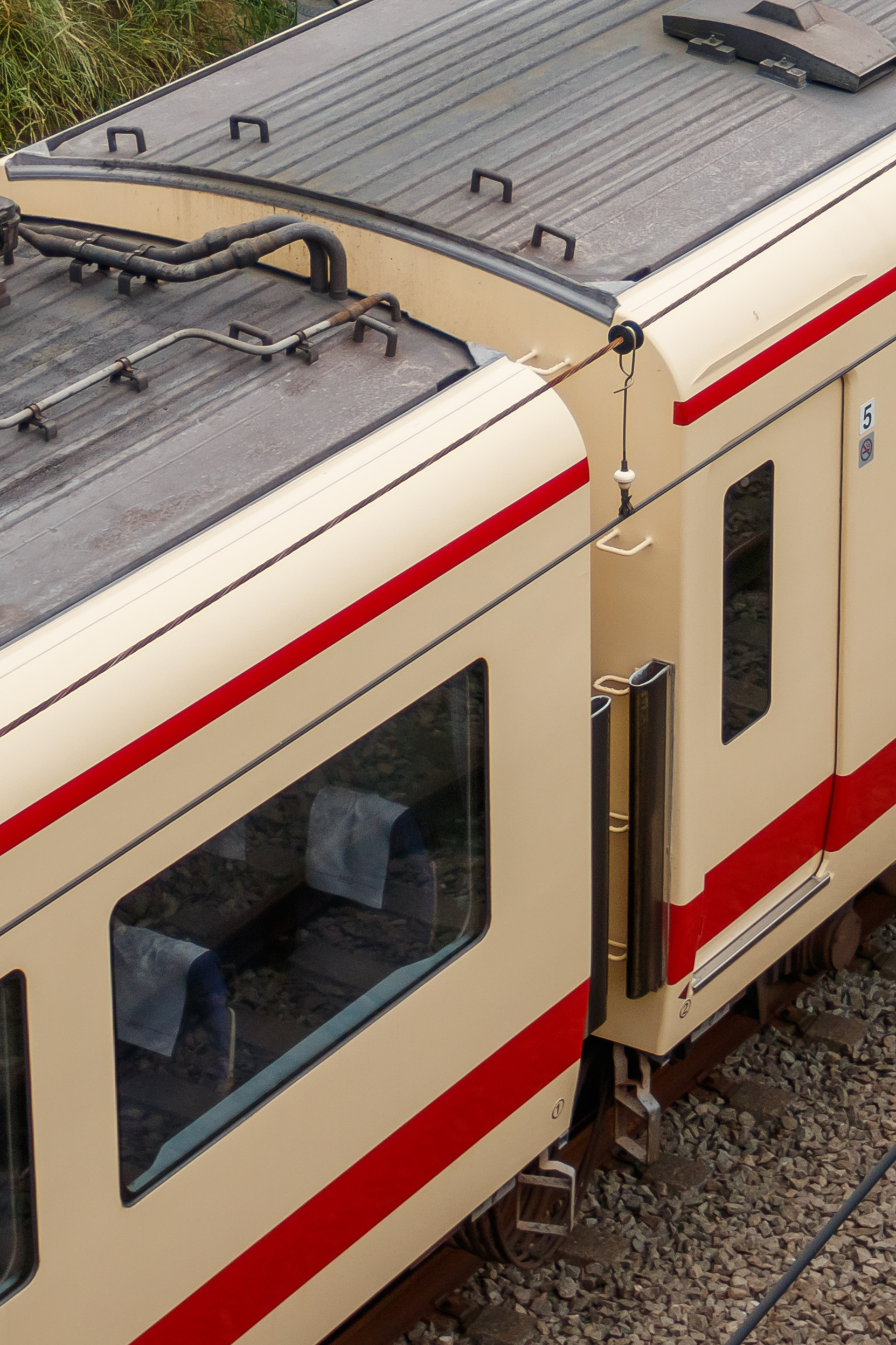
西武10000系の連結部 床下から妻面を経て屋根に至るまで、昇降手掛を配している。
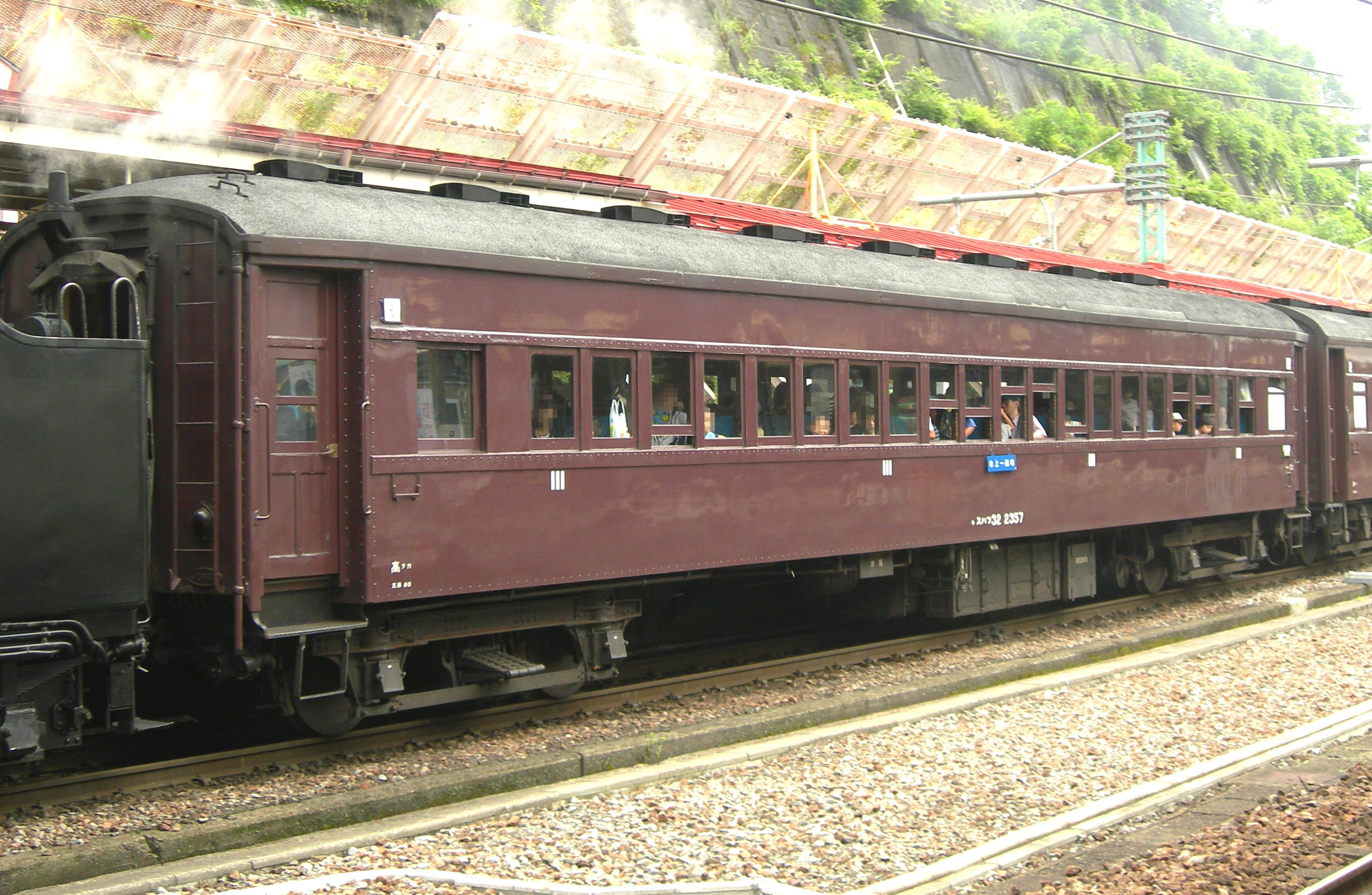
国鉄スハ32系客車 写真左の妻面に梯子が見える。

組立式のもの（非常用）
事故や災害の際、場合によっては駅間に停車中の車両から地上へ乗客を降ろす必要が生じる。車両の床面と地上との高低差は概ね1m以上あり飛び降りることは危険なため、車両によっては梯子を設置している。梯子は基本的に折り畳みや伸縮のできるものを用いる。近年は前面貫通扉や側面出入口下のドアレールに引っ掛け、緊締ベルトを外すだけで簡単に展開ができる手すり付き梯子が普及している。
主に地下鉄車両や地下鉄へ直通運転を行う車両などでは、前面の貫通扉とあわせて乗務員室内に梯子が備え付けられていることが多く、これによって降車することができる。珍しい例では、貫通扉の裏側を階段状にしておき、扉を開く（前方に倒す）とそのまま使用できるような車両もある（例：東京地下鉄6000系・7000系・8000系）。
一方、非貫通の車両であったり、あるいは貫通型の車両であっても、状況によってはドアコックによって側面のドアを開けて降車する場合もある。事業者によっては取り外した座席の座面をすべり台のように使用して避難させることもあるが、車両によっては座席の長さが足りなかったり、片持ち式座席の構造上取外しができないなど、不可能な場合もあった。
2000年代以降は前面用の梯子の有無に関わらず、側面用の梯子を装備した車両が増えている。新造車では車両の床下（ドア付近）に搭載するのが主流で、単に専用の箱に格納している場合のほか、加えて踏み板を吊り下げて使用時に展開する方式（例：東武50000系・西武30000系など）、踏み板と一体になった梯子を横向きに吊り下げる方式（例：E233系・小田急4000形・東急3000系など）などが多い。このほかにも背もたれの裏側に階段（ステップ）を取り付けてある車両（例：京王9000系）や、背もたれを外すと梯子が収納されている車両（例：小田急3000形）もある。
既存車への取付においては床下や車内、前面貫通扉付近などに設置、収納している。

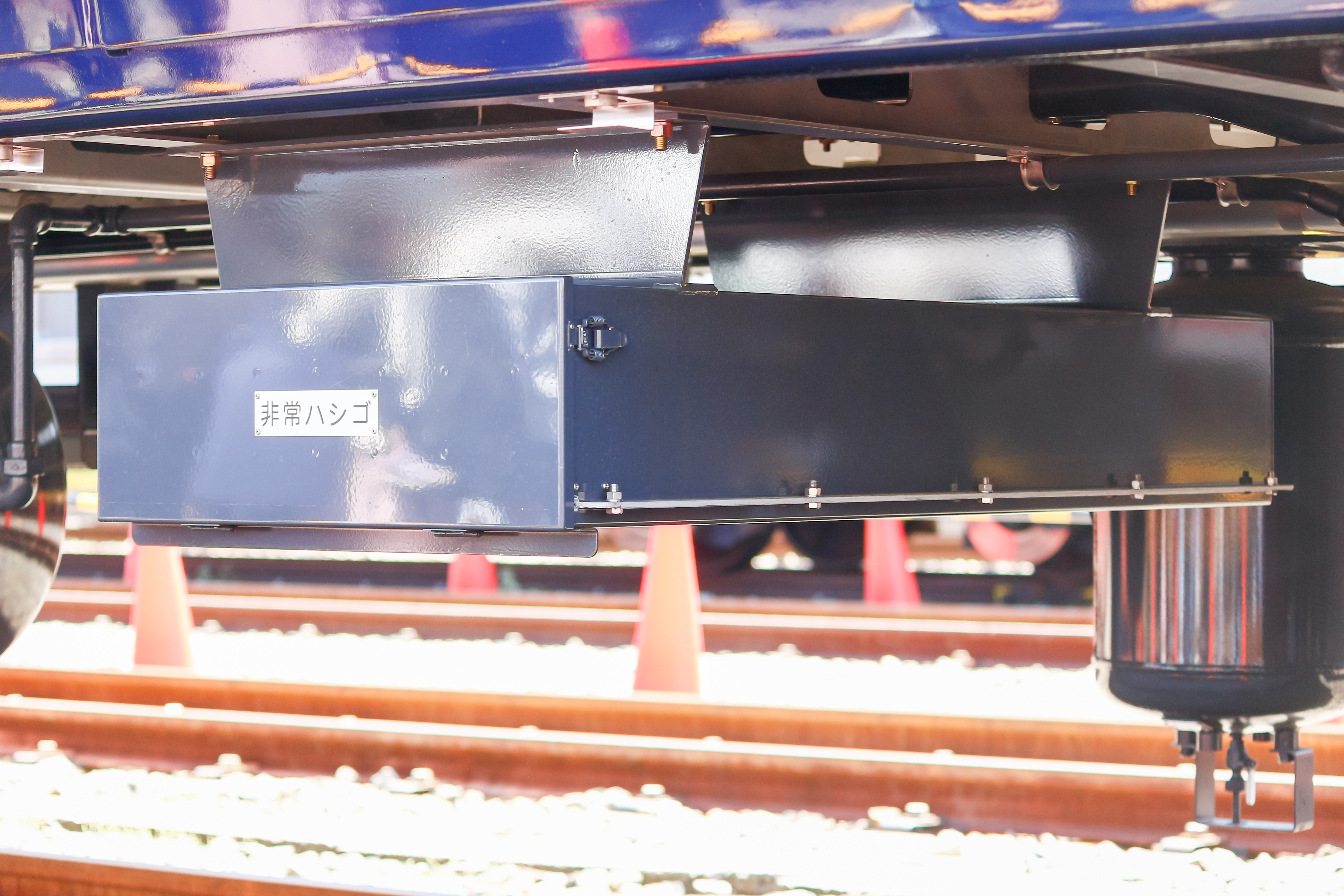
相鉄12000系の非常ハシゴ 扉の直下、床下の箱の中に格納されている。
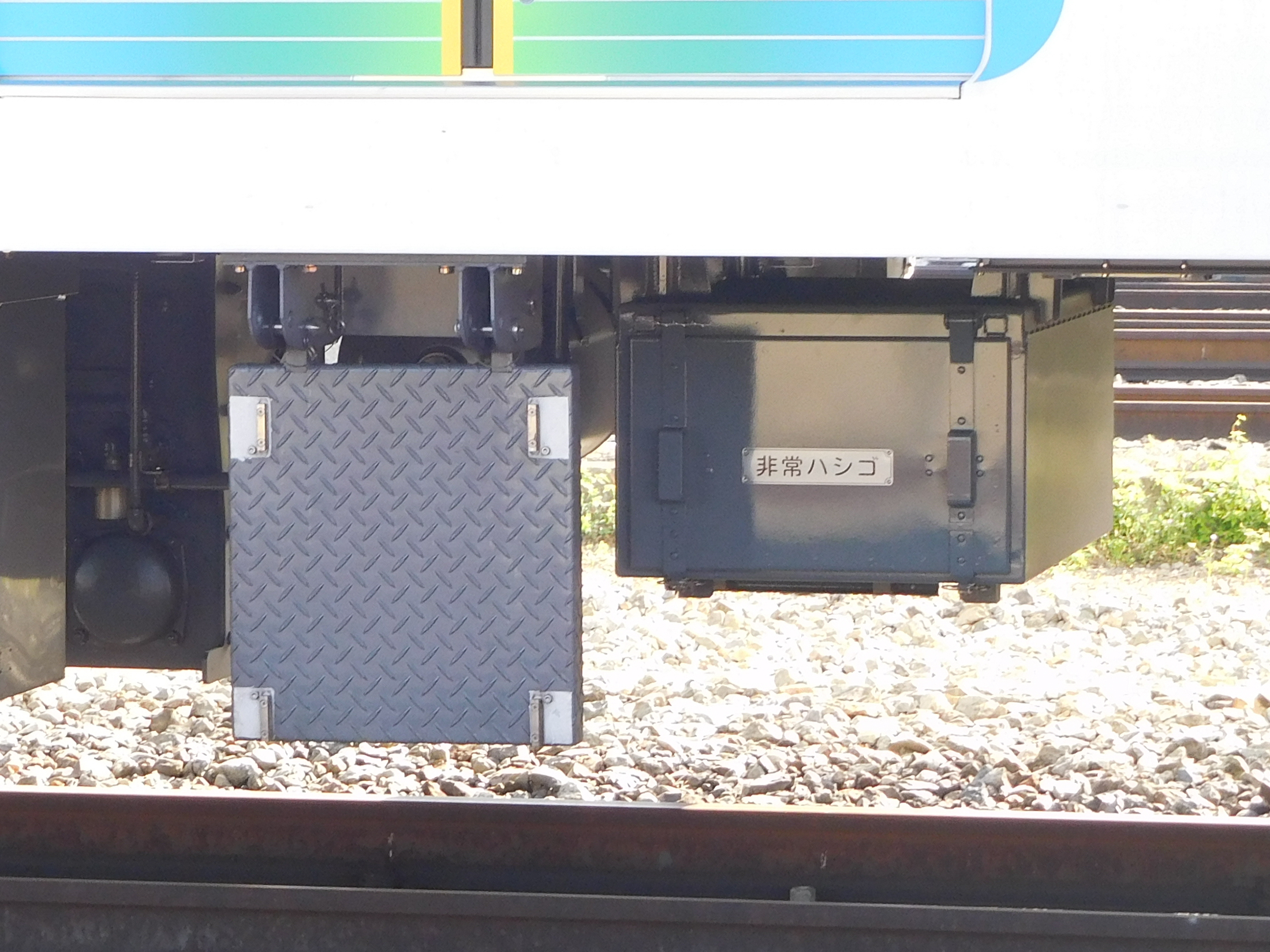
西武40000系の非常ハシゴ 扉の下に踏み板が吊られ、付近で手摺付きのハシゴが箱に格納されている。
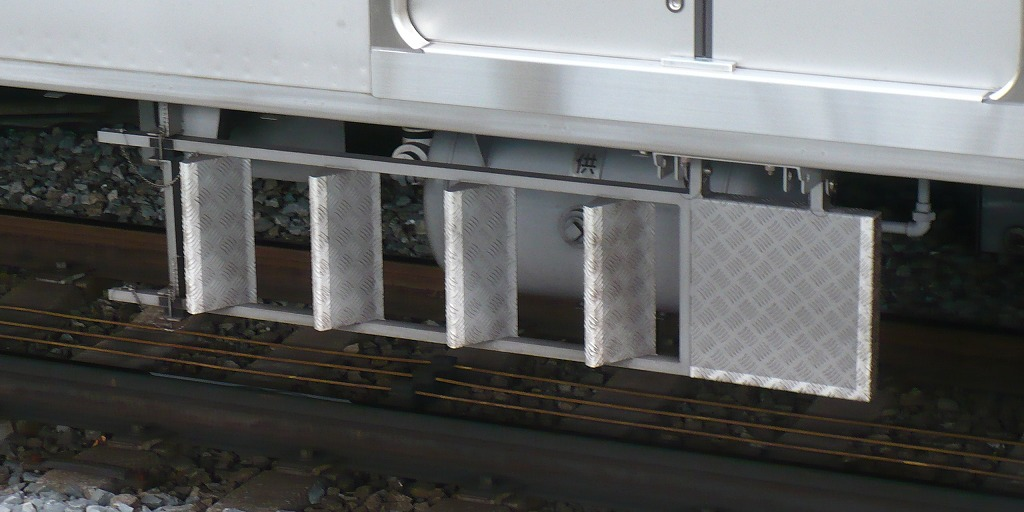
小田急4000形の非常ハシゴ 扉の直下に横向きに吊り下げている。
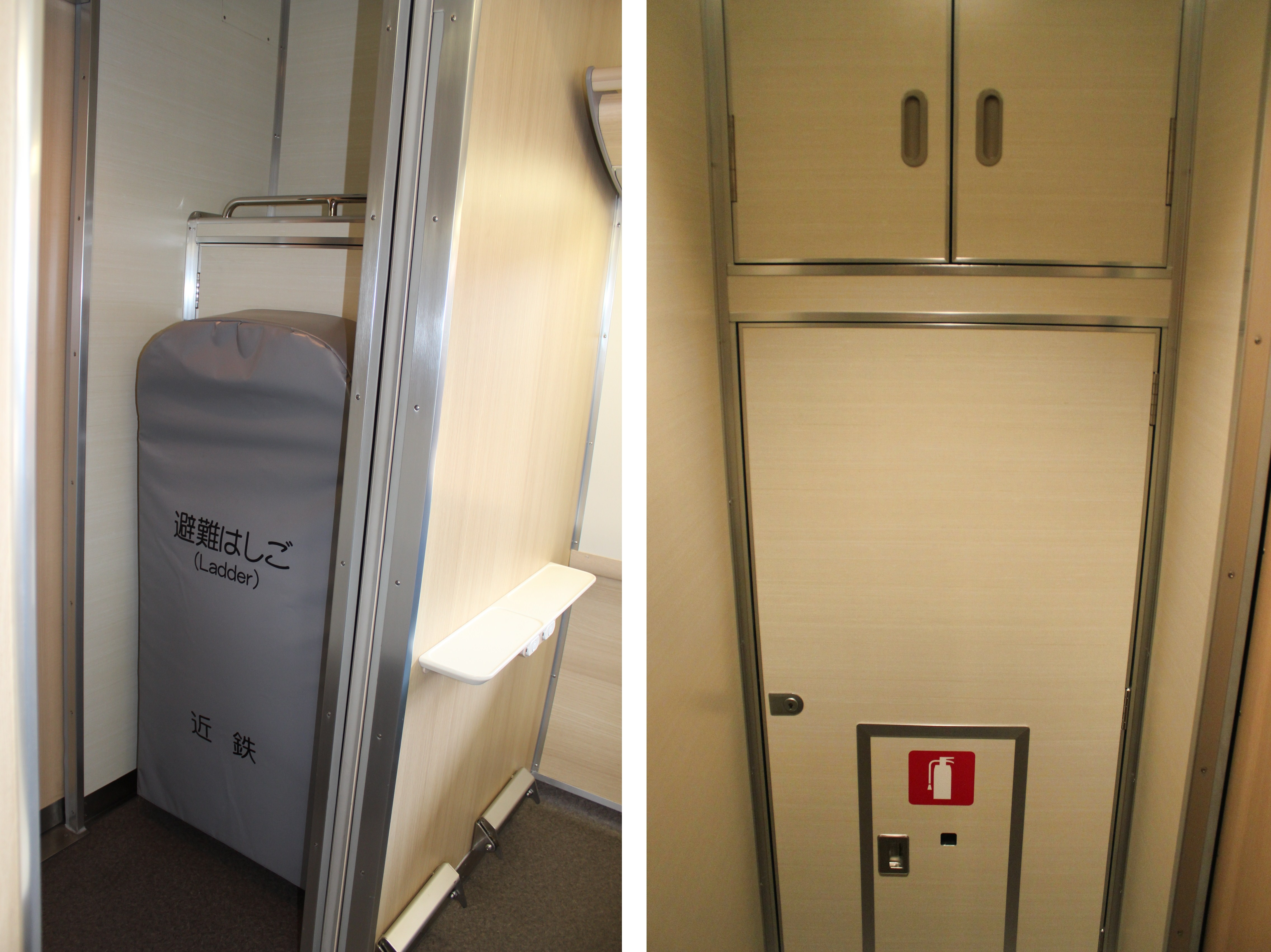
近鉄23000系の非常ハシゴ 車内の空きスペースに設置。
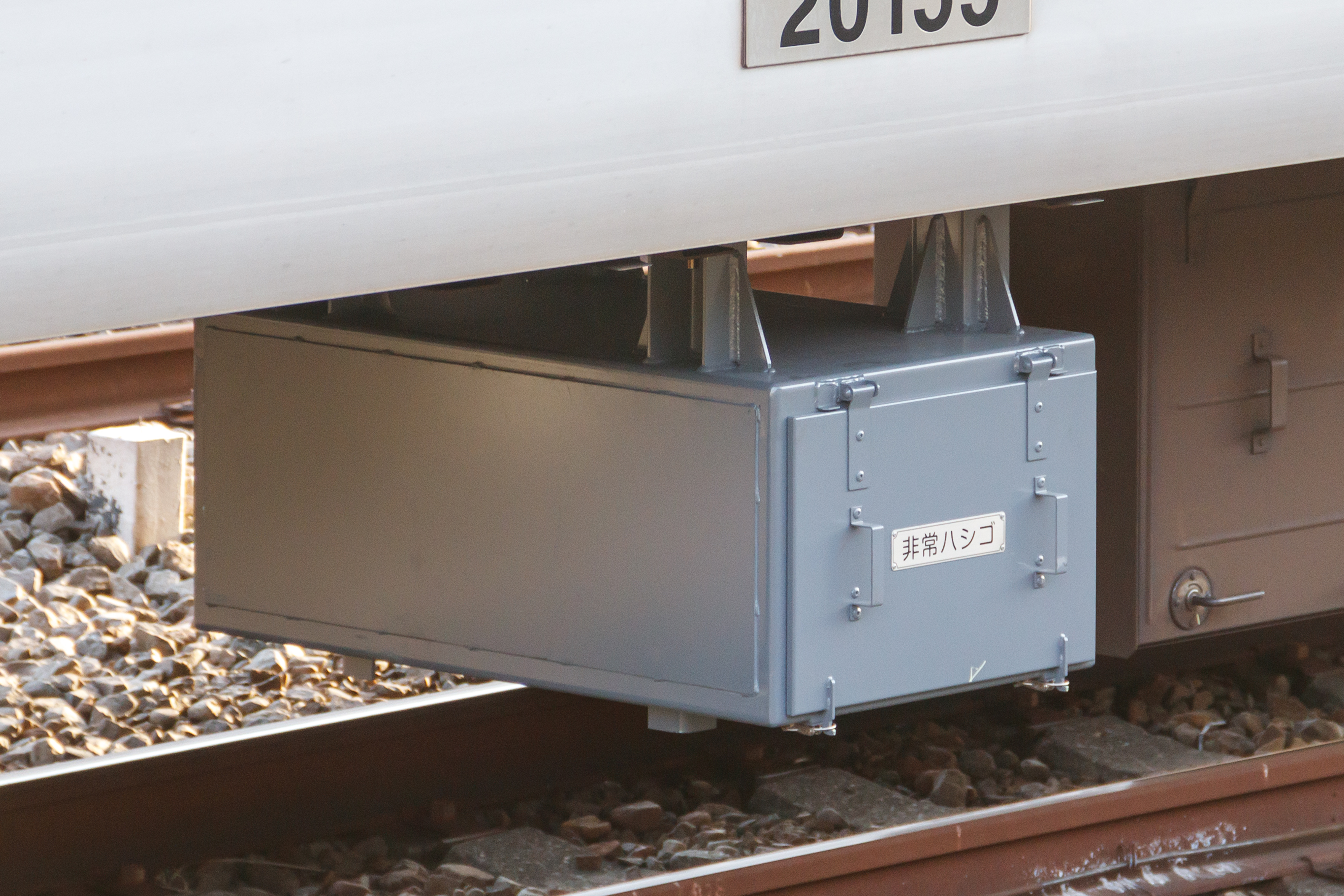
西武20000系の非常ハシゴ 改造により床下へ設置された。

### 消防用
消火活動や救助活動のために消防用車両に積載される金属製はしごを「消防用積載はしご」という。単一式積載はしご、伸縮式積載はしご、 折りたたみ式積載はしごがある。

### 避難用
避難はしごには金属製と非金属製がある。金属製避難はしごには固定はしご、立てかけはしご、つり下げはしご（ハッチ用つり下げはしごを含む）がある。

### 軍事用
戦国期の攻城戦において兵が用いる特殊な梯子があり、例として、『軍法極秘伝書』（竹中重治著と伝わる兵法書）や『海国兵談』には、以下のものが絵図に示されている。
継橋（つぎはし）
現代でいうところの伸縮（延長）型の梯子であり、このタイプが16世紀時点で軍事に使用されていたことがわかる。上泉信綱伝の『訓閲集』（大江家の兵法書を戦国風に改めた書）巻九「軍器」にも同様の絵図が紹介されているが、こちらの表記は、「継楷」が用いられている。
投橋（なげはし）
両端に縄（または鎖）付きで、架けるのに用いる。上泉信綱伝の『訓閲集』では、「投楷」の表記で絵図が描かれている。
行天橋（ぎょうてんばし）
『海国兵談』に記述と絵図があり、車輪付きの梯子で、外観は階段に近く、石垣を登るのに使用された。
この他にも、忍術書である『万川集海』では、「結梯（ゆいはしご）」と呼ばれる忍具があり、「真」＝あらかじめ作られている場合と、「草」＝その場で組み立てる状況に分類し、2本の竹を持っていき、縦の長さは6 - 8寸、長さはその場に対応して変えることが記述されており、梯子の上下の端2、3尺を菰（コモ、柔らかければ何でもよいとも記す）で包み、物音を立てさせない工夫（静粛性能）がなされていた。
雲梯
攻城戦では、敵の城壁・市壁を超えるために雲梯(エスカレード、英語：Escalade、Assault ladder)と呼ばれる長い梯子が使われた。

### 捕縛用
徳川幕府刑事図譜に、犯人の四方をはしごで囲み、凶器を持つ凶悪犯の行動を抑え込む捕具として使われている図を見ることができる。

### 林業用
林業では、枝打ちや種子の採取、架線の設営などのために木に登る必要があり、伸縮を可能にした一本梯子が用いられる。木に立てかけた梯子が外れないようにするため上部には固定用器具や下部にはスパイクがついている。

## 文化

### 慣用句
- 次々と場所を変えて酒を飲むことを指す梯子酒、梯子飲みを略して梯子と呼ぶことがある。転じて、次々と場所を変えることを「梯子する」と呼ぶことがある。
- 梯子を使って高所に上った者が梯子を外されて置き去りにされる様子から、味方の相反する行動によって孤立してしまうことを「梯子を外される」という。

### 家紋
武家は「高みへ昇る」縁起を重んじ、瑞祥的な意味から梯子を家紋としたとみられ（後述書 p.314.）、島原の乱では松平信綱が馬印としている他、牧野忠成は番指物や使番旗印に梯子を用いている。家紋の種類としては、「三段梯子」、「牧野梯子」、「六角笹に三段梯子」がある（前同 p.314.）。

### 芸能
- 梯子乗り - 江戸期の伝統芸能
- 朝倉の梯子獅子 - 愛知県知多市新知字東屋敷にある牟山神社に伝わる獅子舞。
- 千葉県の鹿野山（白鳥神社）でも指定無形民俗文化財として「はしご獅子舞」が行われる。
- 竹ン芸 - 若宮稲荷神社の秋の大祭で奉納される伝統芸能
- 東南アジアのリス族（傈僳族）は、旧暦2月に、竿に真剣を刺して作った梯子を裸足で上る刀桿節（中国語：刀杆节）を行う[13][14]。

### 逸話
- 吉四六 - 頓智話で、はしごで天に上る話が出てくる。
- ヤコブの梯子 -  旧約聖書の創世記28章10–12節でヤコブが夢に見た、天使が上り下りしている、天から地まで至る梯子、あるいは階段。
- ヨーロッパの迷信として、「梯子の下を潜ると不幸になる」というものがある。キリスト教的に三角になっているエリアのバランスを崩すのが悪いという意味と、現実的に梯子が崩れたり、物が落下して危ないことから来ている説がある[15]。